# 三谷邦明
三谷 邦明（みたに くにあき、1941年2月4日 - 2007年9月3日）は、日本の国文学者。横浜市立大学名誉教授。専門は中古文学。

## 来歴・人物
国文学者・三谷栄一の子として東京に生まれる。1963年、早稲田大学第一文学部卒業、1970年、同大学院日本文学専攻博士課程満期退学。早稲田大学高等学院教諭を経て、1981年、横浜市立大学文理学部文科人文課程助教授。その後、同大学国際文化学部教授、2005年、名誉教授。
2007年、8月28日に死去した父の後を追うように9月3日に死去した。妻は同じく中古文学研究の三田村雅子。
主として『源氏物語』を文学理論、および左翼的な立場から研究した。物語研究会、日本文学協会会員。

## 著書

### 単著
- 物語文学の方法 1－2 有精堂出版, 1989
- 源氏物語躾糸 有精堂出版, 1991

「入門源氏物語」と改題、ちくま学芸文庫, 1997
- 物語文学の言説 有精堂出版, 1992
- 源氏物語の言説 翰林書房, 2002
- 源氏物語の方法 〈もののまぎれ〉の極北 翰林書房, 2007

### 共著・編著
- 源氏物語 語りと表現 東原伸明共編 有精堂出版, 1991 (日本文学研究資料新集)
- 源氏物語の<語り>と<言説>  有精堂出版, 1994
- 近代小説の<語り>と<言説>  有精堂出版, 1996
- 中世の知と学 <注釈>を読む 小峯和明共編 森話社, 1997
- 源氏物語絵巻の謎を読み解く 三田村雅子共著 角川選書, 1998

### 校注
- 新編日本古典文学全集 落窪物語 三谷栄一共校注・訳 小学館, 2000